# Сирийская чесночница
Сирийская чесночница (лат. Pelobates syriacus) — вид семейства чесночниц с ареалом от Восточной Европы до Западной Азии.

## Описание
У сирийской чесночницы большая голова с плоским верхом черепа, крупными, выпуклыми глазами и вертикальными щелевидными зрачками. Она может вырасти до 9 см. Кожа гладкая с россыпью небольших бородавок. Самец имеет большие железы на передних лапках, которые увеличиваются в сезон размножения. Передняя лапка имеет четыре пальца, а задняя лапка имеет пять с глубоко отступающими перепонками между ними. Задние лапки короткие и в конце каждой задней лапки желтоватые костные выступы, внутренний плюсневый бугорок или лопату. Цвет лягушки очень разнообразен, чаще бывает бледно-серым с большими, зеленоватыми, неправильной формы пятнами и бледно-серым животом. Сирийских чесночниц можно отличить от иберийских чесночниц (Pelobates cultripes) по цвету бугорка, который у иберийских чёрный, а от обыкновенной чесночницы тем, что у них голова не выпуклая.

## Распространение
Ареал сирийской чесночницы охватывает Армению, Азербайджан, Болгарию, Грузию, Грецию, Иран, Израиль, Ливан, Македонию, Румынию, Россию, Сербию, Сирию и Турцию. Очень часто встречается в Иране, но редко на большей части своего ареала. Она считается вымершей в Иордании и её статус остаётся неясным в Албании, Ираке, Молдове и Украине. Единственным местом в России, где зарегистрирована сирийская чесночница, является дельта Самура. Это низменный вид и живёт главным образом в светлых лесах, кустистых и полупустынных районах, пашнях и дюнах. Она предпочитает рыхлую почву, где может использовать свои лопаты, чтобы вырыть нору, в которой она живёт, но также встречается в скалистых районах и галечных глинистых почвах.

## Биология
Сирийская чесночница ведёт ночной образ жизни и возвращается к тому же логову каждую ночь, когда она заканчивает охоту за моллюсками, пауками, насекомыми и другими небольшими членистоногими. Обычно роет себе нору сама, но иногда используются норы грызунов или щели в скале. В периоды, когда температура воздуха очень высокая, уходит в глубокую часть своей норы и может проводить в спячке середину лета. В это время у жаб, которые живут во влажной почве берегов реки, дела могут обстоять лучше, чем в других местах во время засухи, где может быть высокий уровень смертности.
Зиму проводит среди корней деревьев или под камнями, иногда несколько жаб прижимаются друг к другу. Размножение происходит с февраля по май в зависимости от местоположения. Канавы и застойные бассейны любимые места для брачных игр. Несколько тысяч яиц укладываются в широкие полосы желатиновых материалов, которые могут быть 2 см толщиной и 1 м длиной.Головастики вылупляются через три дня, едят водоросли и водные сорняки и растут в течение трёх-четырёх месяцев, прежде чем они подвергаются превращению в молодых жаб. Многие из них уходят в грязь на берегу пруда, чтобы перезимовать, но некоторые могут перезимовать как головастики.